# Pfarrkirche Schöder

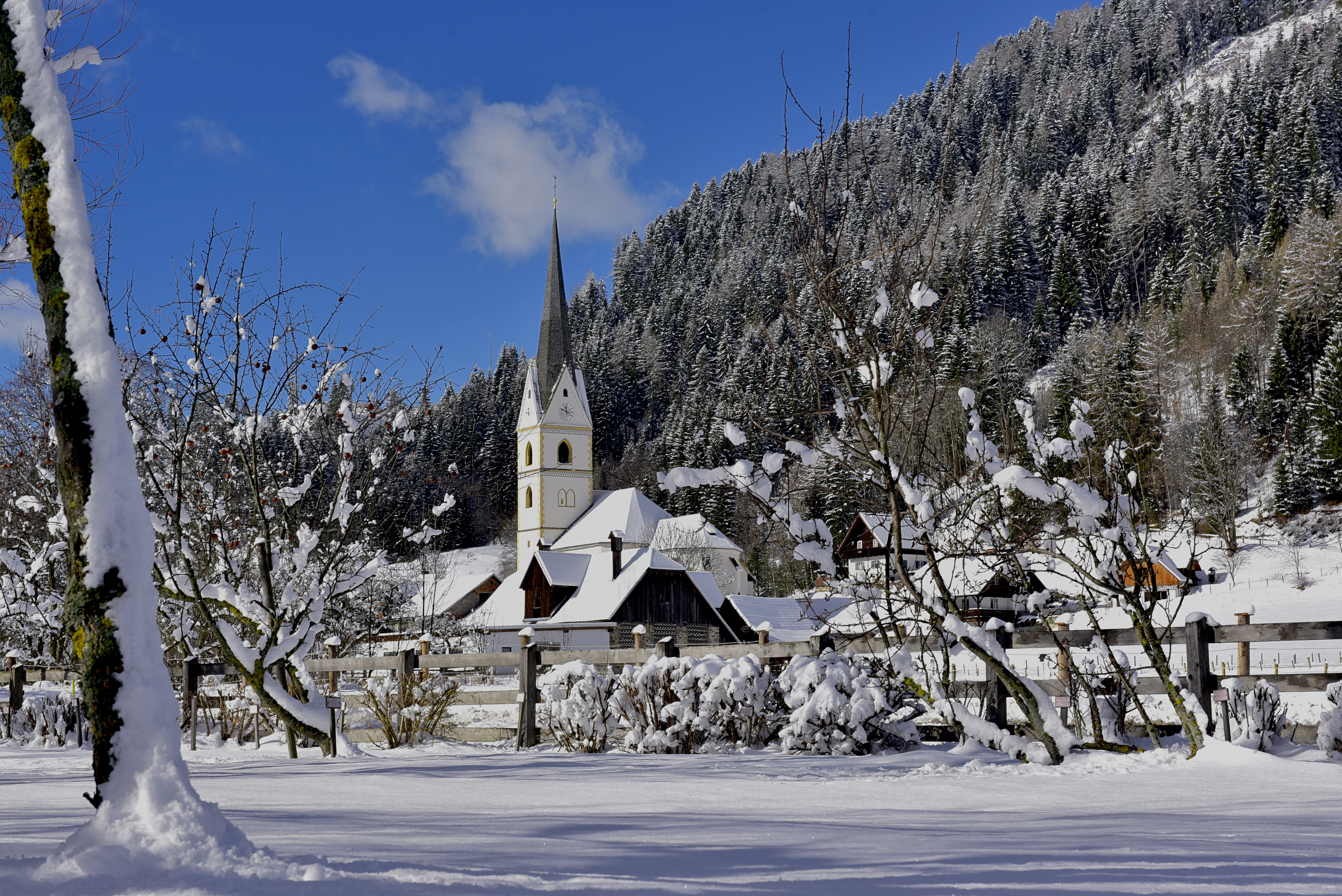
Katholische Pfarrkirche Mariä Geburt in Schöder

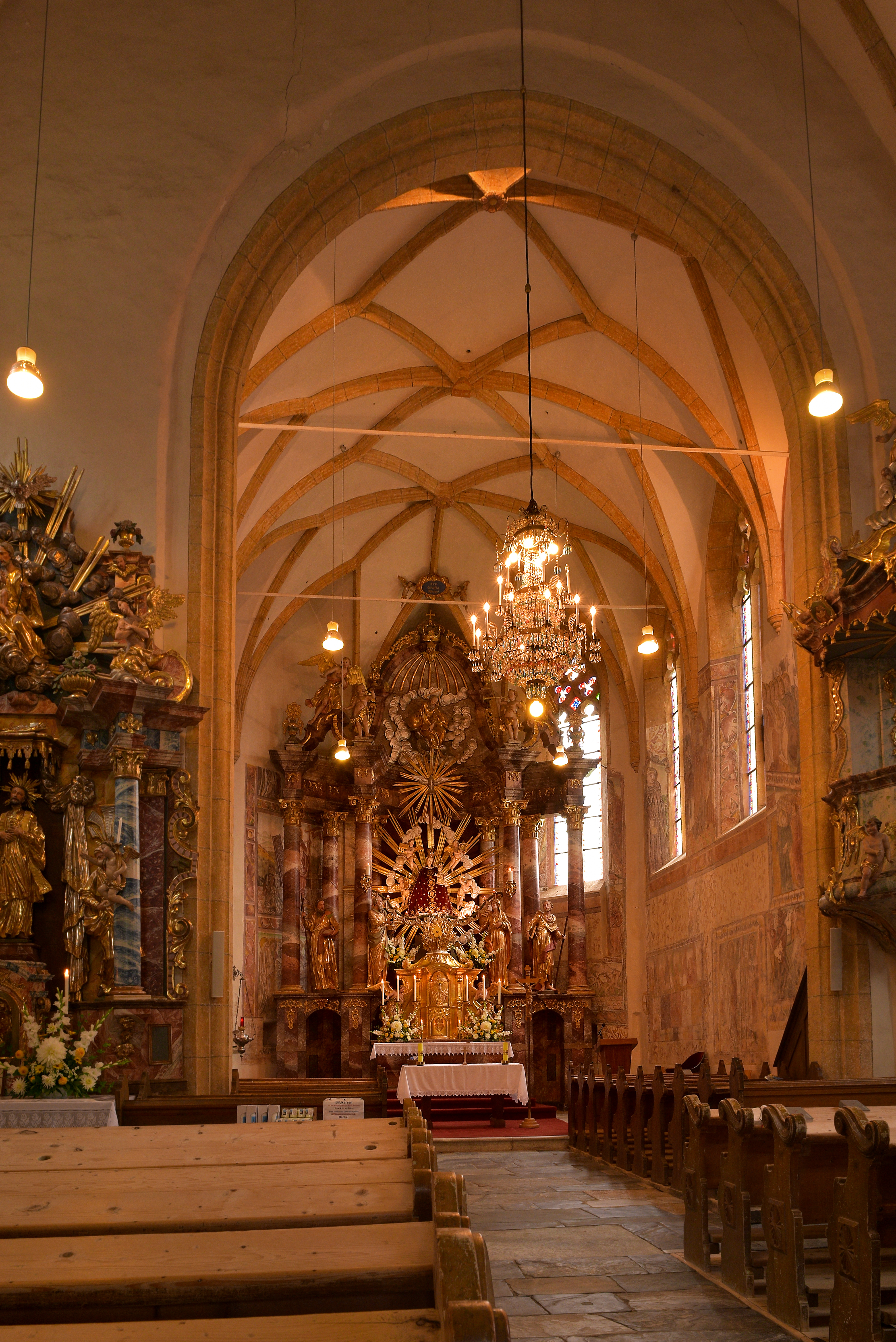
Langhaus, Blick zum Chor

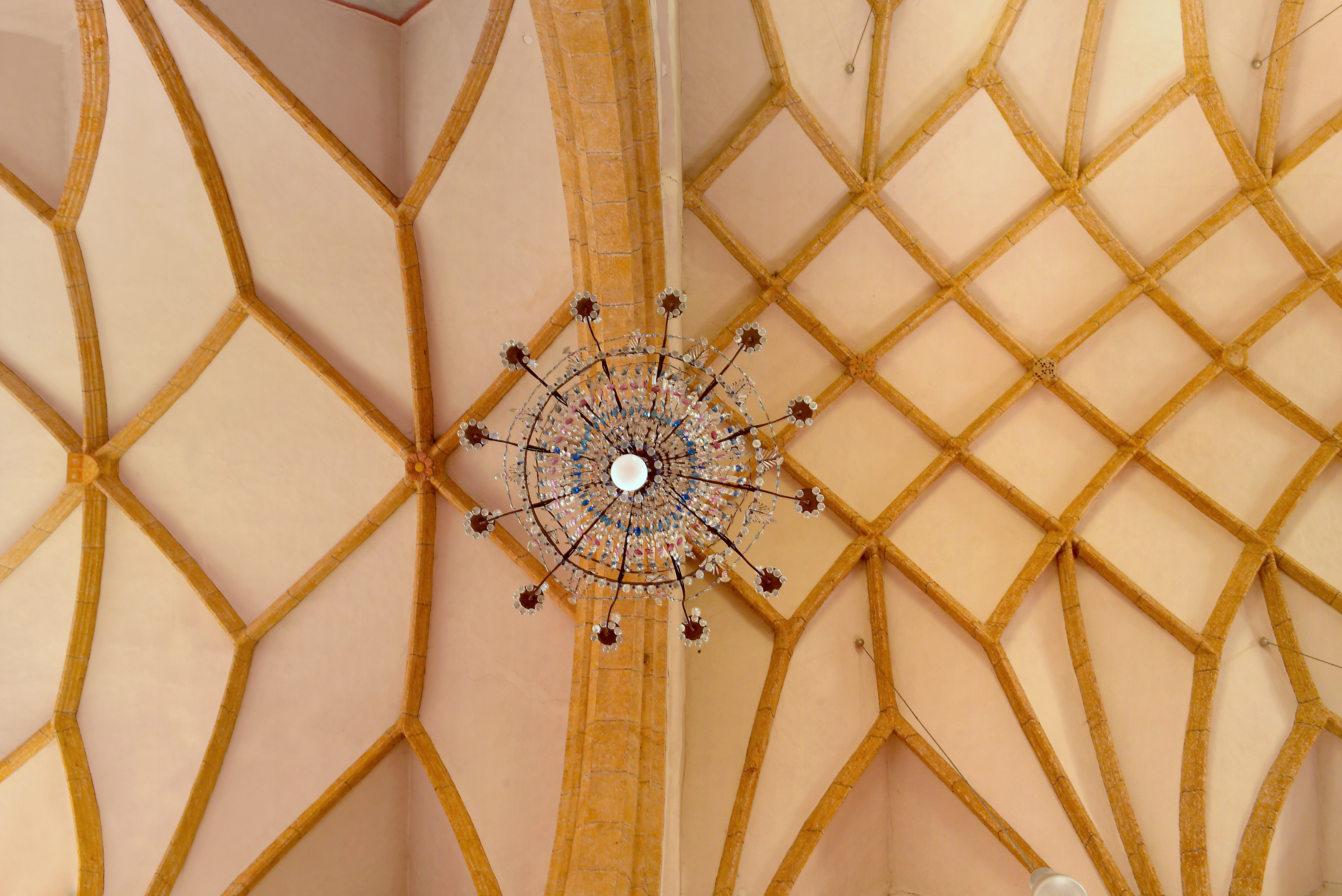
Gewölbekonfiguration, links im Chor, Triumphbogen, rechts im Hauptschiff

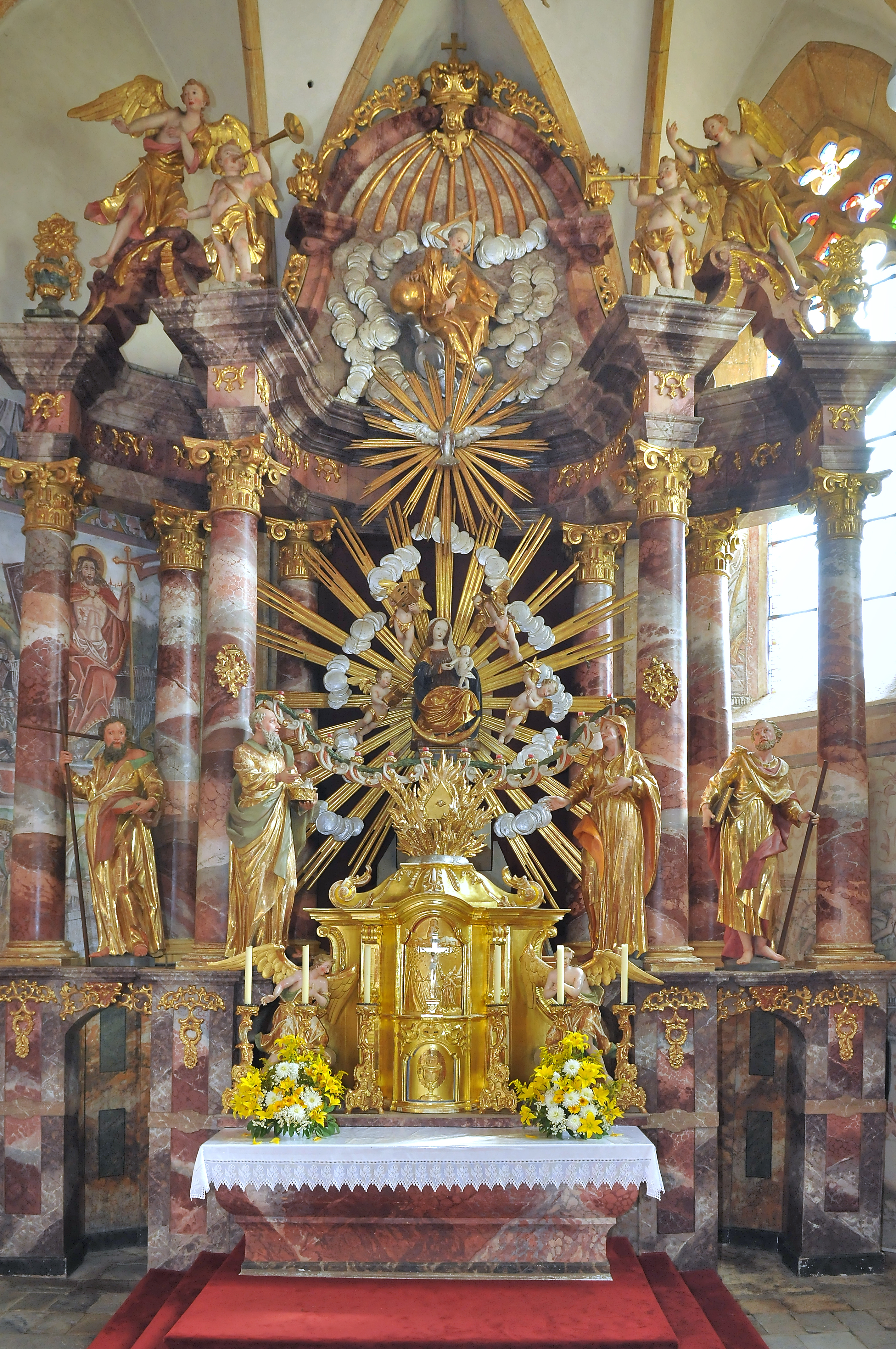
Hochaltar Mariä Schöder

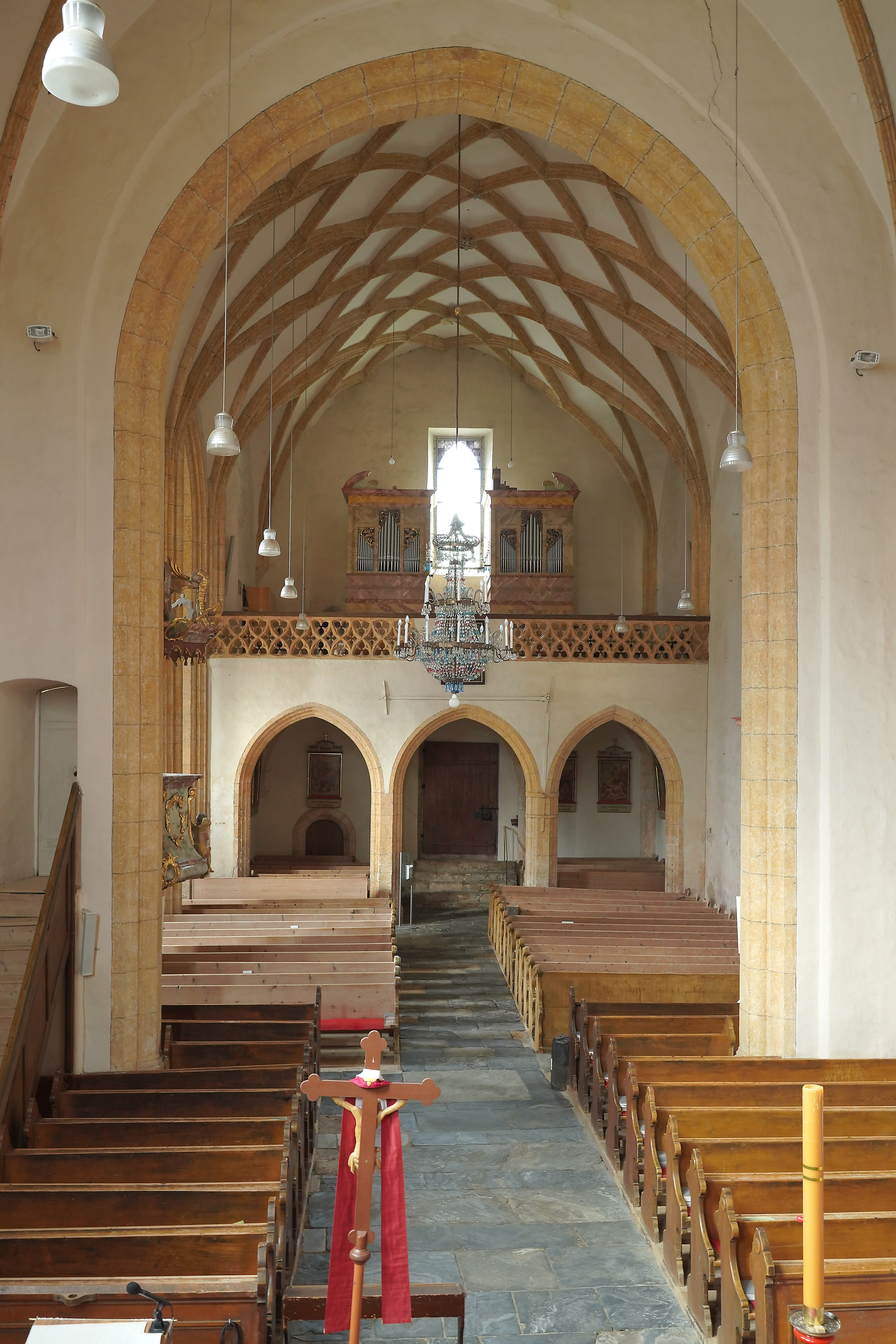
Altarraum, Blick zur Empore

Die römisch-katholische Pfarrkirche Schöder steht am nördlichen Ortsrand in der Gemeinde Schöder im Bezirk Murau in der Steiermark. Die dem Patrozinium Mariä Geburt unterstellte Pfarrkirche gehört zur Region Obersteiermark West (Dekanat Murau) in der Diözese Graz-Seckau. Die Kirche und der Kirchhof stehen unter Denkmalschutz (Listeneintrag).

## Geschichte
Urkundlich wurde 1234 eine capella genannt, 1370 eine Kirche als Filiale der Pfarrkirche Ranten. Ein Brand zerstörte die Kirche fast bis auf die Grundmauern. Die Wallfahrtskirche Maria Schöder wurde im 15. und zu Beginn des 16. Jahrhunderts umgebaut und neu erweitert.
Bei einer aufwendigen Restaurierung in den 1960er Jahren wurden schöne mittelalterliche Fresken freigelegt. Der Friedhof wurde im Zuge der Restaurierung an den Ortsanfang verlegt, geblieben ist der an der Kirchhofmauer angebaute Karner, geweiht der hl. Anna.
Der Ruf als Wallfahrtskirche geht auf ein Pestgelübte der Einwohner von Oberzeiring (Bezirk Murtal) zurück. Diese Wallfahrt wird jedes Jahr am 1. Mai durchgeführt, die Wallfahrer gehen die über 40 km zu Fuß in der Nacht, sodass sie zu Beginn der Messe (10 Uhr) in Schöder sind. Ebenfalls aus dieser Wallfahrt entstand der Brauch des „Schöderer“ oder auch „Zeiringer Vögel“: Der Legende nach sollen die Pilger zu Pestzeiten in Schöder die Vögel eingefangen haben, um sie mit nach Hause zu nehmen, wo nach der Pest alles Leben verschwunden war. Um das in den folgenden Jahren zu verhindern, haben die Einwohner von Schöder den Pilgern Gebäck in Form von Vögeln mitgegeben (Gebildbrot). Die Geschichten rund um die Pest im Pölstal und Freital, Bezirk Murtal (Judenburg) und der daraus entstehenden Wallfahrt, hat der Schriftsteller und Pfarrer Fridolin von Freytal, der im 19. Jhd. als Dechant und Pfarrer in Schöder tätig war, im Buch Das Hochgericht im Birkachwald niedergeschrieben.
Im Rahmen der Restaurierung von 1972 bis 1974 wurde die Holzempore entfernt.

## Architektur
Der zweischiffige Langhausbau mit einem Chor mit einem massiven, teils eingestellten Westturm in der Südwestecke vor dem südlichen Seitenschiff ist von einer Kirchhofmauer umgeben. Der Turm mit Traufgesimsen trägt einen achtseitigen Spitzhelm. Die Kirche hat außen abgetreppte Strebepfeiler und unter den Fenstern ein verkröpftes Gesims. Die westliche Hauptfront hat eine über das Dach hinausreichende, oben gekappte Giebelmauer. Im Turmwinkel steht ein polygonales Treppentürmchen. Die zwei reichen, kielbogigen Portale im Süden und Westen sind stufig profiliert und mit Krabben, Kreuzblume und Fialen. Neben dem Westportal gibt es eine gotische Kopfkonsole. Die gotische Sakristei im nördlichen Chorwinkel hat Schießscharten.
Die Reste eines gotischen Karners befinden sich in der Nordwestecke des Kirchhofes.
Das Kircheninnere zeigt im Verhältnis zum folgenden Chor ein breiteres, nach Norden aus der Achse verschobenes vierjochiges Hauptschiff unter einem Netzrippengewölbe mit Dreiparallelrippen auf Halbrunddiensten auf Wandvorlagen. Das dreijochige südliche Seitenschiff mit einem Dreiachtelschluss ist sternrippengewölbt und ist mit zwei Bündelpfeilern und drei hohen Spitzbogen zum Hauptschiff geöffnet. Alle Gewölbe haben Schlusssteine, teils schildförmig, teils mit Rosetten und vegetabilen Formen, der Schlussstein im Ostjoch des Langhauses ist mit 1504 datiert. Die dreiachsige Westempore auf Pfeilern ist sternrippenunterwölbt und hat eine durchbrochene Maßwerkbrüstung. Die Maßwerkfenster sind ein-, zwei- und dreibahnig mit Scheiben von 1910. Der eingezogene spitzbogige Fronbogen ist profiliert. Der breite zweijochige Chor mit einem Fünfachtelschluss hat ein unregelmäßiges Vierrautensterngewölbe auf Konsolen. Die Sakristeitür mit Eisenbeschlägen ist von 1516. Über der Sakristei an der Nordseite befindet sich ein Oratorium mit einer Kielbogenöffnung zum Chor.
Die bauliche Anlage ist der Anlage der Pfarrkirche Ranten verwandt, aber für den Eintretenden durch die Steigerung vom niedrigeren und schmäleren Südschiff zum Hauptschiff, das sich in einem hohen Chor fortsetzt, wirkungsvoller.
Im Chor gibt es einen 1945/1946 freigelegten und ergänzten Freskenzyklus um 1490/1500 mit Passionsszenen, Heiligen, einem Fragment Hl. Christophorus und Jüngstes Gericht in holzschnitthafter Manier, vergleichbar mit Badgastein und Hohentauern, alle vom Meister von Schöder.

## Einrichtung
Der Hochaltar mit Säulen und Statuen aus der Zeit um 1770 trägt die Gnadenstatue Sitzende Maria mit Kind auf der Mondsichel. Diese Figur entstand nach 1470. Auf dem linken Seitenaltar von Balthasar Prandtstätter aus den Jahren 1730/1740 steht in der Mitte eine Statue des hl. Franz Xaver und im Aufsatz des hl. Joseph. Der rechte Seitenaltar von 1674 als ehemaliger Hochaltar mit Knorpelwerkornament trägt die Statuen der Heiligen Joachim und Anna aus dem dritten Viertel des 18. Jahrhunderts. Auf dem Altarbild von 1777 ist der hl. Florian von 1777 dargestellt und auf dem Aufsatzbild von 1674 die Geburt Christi.
Zwei spätgotische Statuen der Heiligen Petrus und Paulus entstanden um 1500. Eine spätgotische Marienstatue von etwa 1520 stammt aus einer Villacher Werkstatt. Weitere barocke Statuen schuf Balthasar Prandtstätter. Der Taufstein aus dem 16. Jahrhundert trägt einen Rokoko-Aufsatz aus der Zeit um 1770/1780. Auf der aus der gleichen Zeit stammenden Kanzel sind in Kartuschen Jesus als Sämann, der Gute Hirte und die vier Evangelisten dargestellt.
Die Orgel wurde von Carl Schehl 1839 in das Gehäuse einer Vorgängerorgel von J. I. Mayenberger (1690) gebaut. Das Werk verfügt über neun Register auf einem Manual und Pedal und wurde 1999 von Wolfgang Bodem restauriert.